# Villa Eikenhorst
La villa Eikenhorst ou Eikenhorst est un manoir royal situé dans le domaine d’Horsten, à Wassenaar, en Hollande-Méridionale (Pays-Bas), et, de facto, la résidence du roi des Pays-Bas.

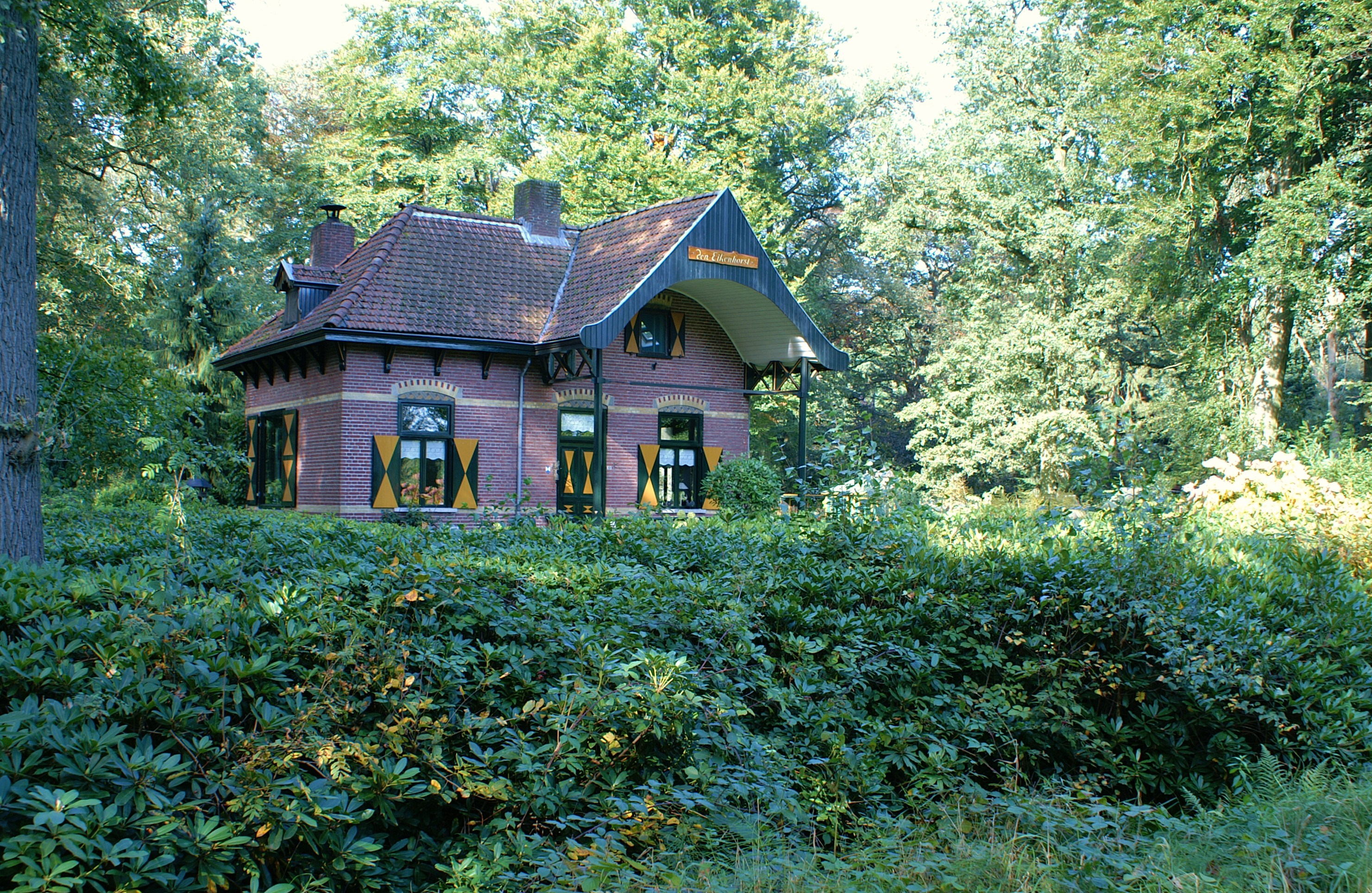
Maison secondaire.

La construction d’Eikenhorst se déroule entre 1985 et 1987, d’après la volonté de la princesse Christina avec l’architecte Johan Baron van Asbeck, et où Jorge Guillermo, son époux, a joué un rôle certain. Van Asbeck est un célèbre architecte, spécialisé notamment dans la restauration, qui a en partie restauré les palais du domaine de Het Loo et il a été envisagé de baptiser la villa Fente Zeist de son nom. Eikenhorst possède un grand domaine forestier, et contrairement aux palais royaux, est peu protégée. Les bâtiments sont classés au titre de Rijksmonumenten.
De 1987 à 1996, le palais est occupé par Christina et Jorge Guillermo, ainsi que leurs trois enfants, Bernardo, Nicolás et Juliana. 
En 2003, la villa devient la résidence officielle du prince d'Orange, Willem-Alexander, de la princesse Maxima et de leurs trois filles, Catharina-Amalia, Alexia et Ariane.
La villa demeure leur résidence après son accession au trône, jusqu'à la fin des travaux au Huis ten Bosch fin 2018.

### Sources
- (nl) Cet article est partiellement ou en totalité issu de l’article de Wikipédia en néerlandais intitulé « Villa Eikenhorst » (voir la liste des auteurs).